# Episodi di The Rounders
La prima e unica stagione della serie televisiva The Rounders è andata in onda negli Stati Uniti dal 6 settembre 1966 al 3 gennaio 1967 sulla ABC.
| nº | Titolo originale                          | Prima TV USA      | Titolo italiano | Prima TV Italia |
| -- | ----------------------------------------- | ----------------- | --------------- | --------------- |
| 1  | A Horse on Jim Ed Love                    | 6 settembre 1966  |                 |                 |
| 2  | Frontier Frankenstein                     | 13 settembre 1966 |                 |                 |
| 3  | It's the Noble Thing to Do                | 20 settembre 1966 |                 |                 |
| 4  | The Moonshine Still Shines                | 27 settembre 1966 |                 |                 |
| 5  | Don't Buffalo Me                          | 4 ottobre 1966    |                 |                 |
| 6  | The Scavenger Hunt                        | 11 ottobre 1966   |                 |                 |
| 7  | Some Things Are Not for Sale              | 18 ottobre 1966   |                 |                 |
| 8  | It Takes Only One to Suffer               | 25 ottobre 1966   |                 |                 |
| 9  | Man of the Year                           | 1º novembre 1966  |                 |                 |
| 10 | Four Alarm Wing Ding                      | 15 novembre 1966  |                 |                 |
| 11 | You Hold Your Temper, I'll Hold My Tongue | 22 novembre 1966  |                 |                 |
| 12 | Horse of a Different Cutter               | 29 novembre 1966  |                 |                 |
| 13 | Polo, Anyone?                             | 6 dicembre 1966   |                 |                 |
| 14 | Low Moon at Hi Lo                         | 13 dicembre 1966  |                 |                 |
| 15 | The Sweet Little Old Lady                 | 20 dicembre 1966  |                 |                 |
| 16 | Efficiency Is for Experts                 | 27 dicembre 1966  |                 |                 |
| 17 | What Elephants?                           | 3 gennaio 1967    |                 |                 |

## A Horse on Jim Ed Love
- Prima televisiva: 6 settembre 1966
- Diretto da: Burt Kennedy

### Trama
- Guest star: Ron Hayes (Ben Jones), Marianne Gordon (Lorene), Robert Anderson (Ez Bernstein), Jennifer Billingsley (Bonnie), Harry Carey Jr. (MacKenzie), Robert 'Buzz' Henry (Shorty)

## Frontier Frankenstein
- Prima televisiva: 13 settembre 1966
- Diretto da: Hollingsworth Morse

### Trama
- Guest star: Ron Hayes (Ben Jones), Robert Williams (dottore)

## It's the Noble Thing to Do
- Prima televisiva: 20 settembre 1966
- Diretto da: Hollingsworth Morse

### Trama
- Guest star: John Smith (Noble Vestry), Hanna Landy (Meredith), Ron Hayes (Ben Jones), Charles Wagenheim (Charlie Brown)

## The Moonshine Still Shines
- Prima televisiva: 27 settembre 1966
- Diretto da: Alexander Singer

### Trama
- Guest star: Ellen Atterbury (Pearl), Ron Hayes (Ben Jones), Meg Wyllie (Irene)

## Don't Buffalo Me
- Prima televisiva: 4 ottobre 1966
- Diretto da: Hollingsworth Morse

### Trama
- Guest star: Ron Hayes (Ben Jones), Jay Silverheels (John Tallgrass)

## The Scavenger Hunt
- Prima televisiva: 11 ottobre 1966
- Diretto da: Hollingsworth Morse

### Trama
- Guest star: Dodie Marshall (Marla), Sharyn Hillyer (Sheila), Zsa Zsa Gábor (Ilona Hobson), Joy Harmon (Rosetta), Ron Hayes (Ben Jones), Virginia Wood (Susan)

## Some Things Are Not for Sale
- Prima televisiva: 18 ottobre 1966
- Diretto da: Alexander Singer

### Trama
- Guest star: G.D. Spradlin (Jed), Hal Smith (Orville), John Cliff (caposquadra), Ron Hayes (Ben Jones), William Kerwin (Guy), Robert Williams (dottore)

## It Takes Only One to Suffer
- Prima televisiva: 25 ottobre 1966

### Trama
- Guest star: Walter Sande (Bert Larson), Clyde Howdy (Dave), Ron Hayes (Ben Jones), Margaret Teele (Cousin Cindy)

## Man of the Year
- Prima televisiva: 1º novembre 1966
- Diretto da: Alexander Singer

### Trama
- Guest star: Ron Hayes (Ben Jones), Bill Quinn (Paul Canfield), Hal Smith (Orville)

## Four Alarm Wing Ding
- Prima televisiva: 15 novembre 1966
- Diretto da: Alexander Singer

### Trama
- Guest star: Dick Haynes (sceriffo), Ron Hayes (Ben Jones), Barbara Barnett (donna), Casey Tibbs (Folliat)

## You Hold Your Temper, I'll Hold My Tongue
- Prima televisiva: 22 novembre 1966

### Trama
- Guest star: Ron Hayes (Ben Jones), Ferdinand Zegel (Checkpoint Charlie)

## Horse of a Different Cutter
- Prima televisiva: 29 novembre 1966

### Trama
- Guest star: Linda Lorimer (Mavis Duluth), Ron Hayes (Ben Jones), Andy Devine (Honest John Denton), Yvonne Gilbert (Amanda Reeve), Strother Martin (Cousin Fletch)

## Polo, Anyone?
- Prima televisiva: 6 dicembre 1966

### Trama
- Guest star: Jay C. Flippen (Kenny Fahrbush), Ron Hayes (Ben Jones)

## Low Moon at Hi Lo
- Prima televisiva: 13 dicembre 1966

### Trama
- Guest star: Mabel Albertson (Abbey Marstow), Ron Hayes (Ben Jones), Strother Martin (Cousin Fletch)

## The Sweet Little Old Lady
- Prima televisiva: 20 dicembre 1966

### Trama
- Guest star: Ron Hayes (Ben Jones), Josephine Hutchinson (Martha Frobish)

## Efficiency Is for Experts
- Prima televisiva: 27 dicembre 1966
- Diretto da: Allen Reisner
- Scritto da: Norman Katkov

### Trama
- Guest star: Ron Hayes (Ben Jones), Melodie Johnson (Laura Jean Layton)

## What Elephants?
- Prima televisiva: 3 gennaio 1967
- Diretto da: Hollingsworth Morse

### Trama
- Guest star: Ron Hayes (Ben Jones), Benny Rubin (Cyrus Morgan), G.D. Spradlin (Jed)